# Île Melville (Québec)
Pour les articles homonymes, voir Île Melville et Melville.
L'Île Melville (dite aussi Île de Melville) est située sur la rivière Saint-Maurice, en face de la ville de Shawinigan, en Mauricie, au Québec, au Canada. L'île a surtout une vocation récréotouristique.

## Toponymie
Ce toponyme île Melville a été attribué à l'île par les dirigeants de la Shawinigan Water and Power Company dès 1899, en hommage au financier bostonnais Henry H. Melville. Après avoir participé à la création de la compagnie, il a siégé sur son conseil d'administration jusqu'en 1910. Par ailleurs, il exercé la fonction de vice-président de la Great Northern Railway.
Le toponyme Île Melville a été inscrit le 5 décembre 1968 à la Banque des noms de lieux de la Commission de toponymie du Québec.

## Géographie
L'île Melville est située entre les basses-villes de Shawinigan et de Shawinigan-Sud (face à la rue Capitaine Joseph Veilleux), lesquelles sont maintenant fusionnées. L'île qui a une longueur de 1,3 km, occupe une position stratégique, étant au sommet des centrales hydroélectriques de Shawinigan. La Cité de l'énergie à Shawinigan, est située sur la pointe nord-ouest de l'île. La route 157 relie la basse-ville de Shawinigan et le secteur Shawinigan-Sud en passant sur l'île Melville.
Les îles Banane (0,6 km de longueur) et Chapdeleine (0,2 km de longueur) sont voisines, en amont de l'île Melville.

## Parc de l'île Melville
Situé en plein centre-ville de Shawinigan, le parc de l'île Melville est un territoire naturel composé de deux îles (île Melville et l'île Chapdelaine). Le parc de 160 hectares comporte une montagne, une zone forestière, l'auberge Melville, un camping, une marina, des salles, des tables de pique-niques, des installations pour enfants, un parc d'arbre en arbre et des sentiers forestiers d'interprétation. La location d'embarcations nautiques est disponible. Le parc accueille diverses activités, notamment le "Festival de danse internationale" et de grandes fêtes familiales.
Située dans ce parc, la Cité de l'énergie de Shawinigan attire annuellement des dizaines de milliers de visiteurs.